# Grootonia mella
Grootonia mella är en insektsart som beskrevs av Webb 1983. Grootonia mella ingår i släktet Grootonia och familjen dvärgstritar. Inga underarter finns listade i Catalogue of Life.